# Cylloceria impolita
Cylloceria impolita är en stekelart som beskrevs av Dasch 1992. Cylloceria impolita ingår i släktet Cylloceria och familjen brokparasitsteklar. Inga underarter finns listade i Catalogue of Life.